# Robert La Tourneaux
Robert La Tourneaux (* 22. November 1941; † 3. Juni 1986 in New York City) war ein US-amerikanischer Schauspieler.

## Leben
Am Broadway spielte er als Theaterschauspieler in verschiedenen Theaterproduktionen wie 1967 in Illya Darling und 1973 in Der Kaufmann von Venedig. Bekannt machte ihn aber vor allem der Film Die Harten und die Zarten von 1970, wo er einen gutaussehenden, aber einfältigen Prostituierten im Cowboykostüm namens Tex spielt, der als Geburtstagsgeschenk für einen schwulen Mann einbestellt wird. La Tourneaux, der vor seiner Schauspielkarriere selbst als Prostituierter tätig war, hatte diese Rolle bereits zuvor an der New Yorker Bühne gespielt. Seine zweitwichtigste Rolle war die des deutschen Star-Piloten Ernst Udet in Roger Cormans Fliegerfilm Manfred von Richthofen – Der Rote Baron von 1971.
La Tourneaux versuchte sich in den 1970er-Jahren als Film- und Fernsehschauspieler zu etablieren, was ihm aber nicht gelang – er selbst gab daran seiner Rolle in Die Harten und die Zarten die Schuld, da diese riskante Rolle als Schwuler und Prostituierter ihn in Hollywood „unbesetzbar“ gemacht habe. Er arbeitete daraufhin als Nacktmodel und präsentierte Ende der 1970er-Jahre Pornofilme in einem schwulen Pornokino, schließlich driftete er aus Geldmangel wieder in die Prostitution ab. Er wurde 1983 wegen Diebstahls an einem Freier verhaftet und kam auf die Gefängnisinsel Rikers Island, wo er einen Suizidversuch unternahm. 1986 verstarb er in New York City an AIDS, in den letzten Monaten seines Lebens wurde er von dem Schauspieler Cliff Gorman – mit dem er in Die Harten und die Zarten gespielt hatte – und dessen Ehefrau betreut.

## Filmographie (Auswahl)
Theater
- 1967: Illya Darling (Broadwayproduktion)
- 1968: The Boys in the Band (Off-Broadwayproduktion)
- 1973: Der Kaufmann von Venedig (Broadwayproduktion)

Film und Fernsehen
- 1967: The Doctors (Fernsehserie) – Rolle: Dr. Mike Powers
- 1970: Die Harten und die Zarten (The Boys in the Band) – Rolle: Cowboy Tex
- 1971: Manfred von Richthofen – Der Rote Baron (Von Richthofen and Brown) – Rolle: Ernest Udet
- 1972: Pilgrimage – Rolle: Peter
- 1974: Enemies (Fernsehfilm) – Rolle: Offizier